# Typologia operacji pokojowych
Rodzaje operacji pokojowych ONZ
- dyplomacja prewencyjna (ang. preventive diplomacy),
- tworzenie pokoju (ang. peacemaking),
- utrzymanie pokoju (ang. peacekeeping),
- budowanie pokoju (ang. peacebuilding).

W NATO stosuje się pojęcia operacji pokojowych oraz operacja wspierania pokoju (ang. peace support operations). Uchwalona w 2010 roku podczas szczytu NATO w Lizbonie Koncepcja Strategiczna Organizacji Traktatu Północnoatlantyckiego oficjalnie wprowadziła eufemizm, nazwę operacje reagowania kryzysowego (crisis response operations), które już przed szczytem nieformalnie zastąpiło wcześniej stosowane – zwłaszcza w Stanach Zjednoczonych nazwę operacje wojskowe inne niż wojna (military operations other than war).
Rodzaje operacji wspierania pokoju (PCO – ang. Peace Support Operations):
- zapobieganie konfliktom (ang. conflict prevention),
- tworzenie pokoju (ang. peacemaking),
- utrzymanie pokoju (ang. peacekeeping),
- wymuszanie pokoju (ang. peace enforcement),
- budowanie pokoju (ang. peacebuilding),
- pomoc humanitarna (ang. humanitarian aid).